# Dominic Napolitano
Dominick "Sonny Black" Napolitano (născut pe 16 iunie 1930 în Greenpoint, Brooklyn - decedat pe 17 august 1981 în Flatlands, Brooklyn) , cunoscut și ca "Mr. Blackstein" după ce l-a ucis pe Alphonse Indelicato, a avut funția de capo în familia mafiotă Bonanno. A rămas cel mai cunoscut pentru faptul că i-a permis agentului FBI, Joseph Pistone ("Donnie Brasco") să devină asociat al familiei fiind aproape de a-l introduce chiar în Mafie.
După ce s-a aflat cine era cu adevărat Pistone, s-a dat ordinul ca Napolitano să fie ucis pentru că a comis o astfel de gafă în Mafie. Astfel pe 17 august 1981, Napolitano a fost chemat la o "întâlnire" în Flatlands, Brooklyn unde a fost împușcat mortal de către asociatul familiei Bonanno, Ron Filocomo și de către Frank Lino .